# Kogsbølle
 Ikke at forveksle med Krogsbølle (Fyn).
Kogsbølle er en by på Østfyn med 202 indbyggere i byområdet (2015), beliggende 3,5 km sydvest for Nyborg og 8 km nordøst for Ørbæk. Landsbyen hører til Nyborg Kommune og ligger på Fyn i Region Syddanmark.
Kogsbølle hører til Vindinge Sogn. Vindinge Kirke ligger i Vindinge 3½ km nord for Kogsbølle og Vindinge Kirke er Danmarks 3. største landsbykirke. Den stammer fra 1300-tallet og er oprindelige indviet til de rejsende købmænds skytsengel, Sct. Nicolai.

## Faciliteter
Kogsbølle Forsamlingshus ligger i byen. Det kan rumme 60 personer og udlejes af Kogsbølle Beboerforening. Der er også et Landsbyråd, der koordinere ønsker fra beboerne og udvikling af Landsbyen mm, i samarbejde m Nyborg kommune. Blandt byens aktiviteter kan nævnes, Fastelavnfest, Sct Hans og Julestue m bagning og juleknas og børnejule arrangement m alskens juleaktivitet m ungerne.
Vi har også en stor legeplads, m sandkasse og klatrestativ, samt legehus og en dejlig græsplæne, hvor der holdes Bål og Leg for børn og barnlige sjæle, en IT-klub m hjælp til Pc og slægtsforskning, Strikkeklub m hygge, Ma’drengene, der bespiser indbyggerne m lækker mad i Forsamlingshuset ca 8 gange årligt, samt griller til sommerfesten på byens fodboldbane og en petanque-klub.

## Historie
Herregården Holckenhavn ligger 3 km nordøst for byen. "Kogsbølle" var før 1579 navnet på godset, som dengang havde bygninger på en anden lokalitet end i dag.

### Landsbyen
I 1899 beskrives Kogsbølle således: "Kogsbølle (1386: Koxbole) med Skole, Mølle og Fællesmejeri."

### Jernbanen
Kogsbølle havde trinbræt på Svendborg-Nyborg Banen (1897-1964) med læskur af træ. Trinbrættet lå ½ km vest for byen på vejen til Sentved. Syd for trinbrættet ligger den lille skov Dyrehave, hvor 1 km af banens tracé er bevaret som skovvej. Nord for trinbrættet er to korte stykker banetracé bevaret.